# Aston Martin AMR22
L'Aston Martin AMR22 è una monoposto di Formula 1 realizzata dalla scuderia Aston Martin per prendere parte al campionato mondiale di Formula 1 2022.

## Livrea
La base della livrea rimane il verde da corsa britannico utilizzato nella precedente AMR21. La differenza cromatica più evidente sta nelle strisce che percorrono tutta la vettura lateralmente, che passano dal rosa al verde fosforescente, complice l'abbandono dello sponsor BWT. Passano al verde fosforescente anche i loghi Aston Martin. Il logo del title sponsor Cognizant, rimane sulle pance, sull'ala posteriore e sull'ala anteriore, mentre il logo del nuovo co-title sponsor Aramco domina il cofano motore e la parte posteriore dell'ala mobile, la quale è colorata con i colori verde e azzurro della stessa compagnia saudita, e lo si ritrova anche sul muso. Il logo Peroni Nastro Azzurro 0.0, viene spostato dalla pinna, dove adesso è presente una striscia verde fosforescente sopra il numero del pilota, alla parte anteriore delle pance.
Nel corso delle gare è stata rimossa la vernice da alcune zone della vettura col fine di ridurne il peso: è stata rimossa dalle ali e sono stati anche rimpiccioliti i numeri di gara con lo stesso scopo, mentre dal Gran Premio di Spagna anche dall'Halo e dalla parte posteriore del cofano motore e da una sottile striscia tra l'estremità superiore di quest'ultimo e la pinna. Tutte queste aree, dopo gli aggiornamenti, appaiono del colore nero del carbonio.
Per il Gran Premio di Francia, in occasione del centesimo anniversario del debutto della Aston Martin nella Formula Grand Prix, avvenuto nell'edizione 1922 dell'evento francese, le AMR22 hanno corso con  la prima versione del logo della casa britannica sul muso, in sostituzione di quello usuale.
In occasione dei test post-stagionali ad Abu Dhabi, il pilota Fernando Alonso, ingaggiato per la stagione 2023, scende in pista con una livrea completamente priva di sponsor.

## Caratteristiche
L'AMR22 è la prima vettura prodotta dopo un cambio regolamentare, per questo è un progetto del tutto nuovo e completamente diverso dalle sue antenate. Il regolamento permette di progettare, dopo la sua abolizione nel 1983, un fondo curvo che permette di sfruttare l'effetto suolo. In tutta la zona dove fino all'annata precedente erano presenti i bardgeboards, adesso ci sono delle prese d'aria atte a portare aria al fondo vettura e dove sulla AMR22 al momento della presentazione ci sono solo due deflettori laterali. Anche le ali vengono semplificate per regolamento. L'ala anteriore dell'AMR22 è formata da 4 elementi. Il muso, piatto e di forma squadrata si attacca dal secondo elemento, tutti gli elementi superiori sono attaccati lateralmente al muso come da regolamento, mentre l'elemento più basso passa sotto il muso ed è sospeso, inoltre sporge davanti il muso ed è alto specialmente nella parte centrale. Tutti gli elementi dell'ala formano una superficie unica con gli endplate come imposto dal regolamento. Anche l'ala posteriore è formata da un'unica superficie che collega endplate ed elementi orizzontali. Le prese d'aria laterali sono di forma quadrata, ai lati delle prese d'aria ci sono due tagli obliqui e le pance continuano con una forma abbastanza larga fino alla coda della vettura, questo perché i radiatori sono in posizione abbastanza orizzontale per creare un passaggio d'aria tra il fondo vettura e le pance, infatti le pance si restringono nella parte inferiore. Sopra le pance sono presenti 15 feritoie per lato, L'airscope mantiene la forma tipica delle vetture motorizzate Mercedes, diviso in tre prese d'aria diverse, vista anche sulle precedenti vetture del team. anche il cofano motore è simile a quello delle vetture precedenti del team, con le protuberanze dovute al motore Mercedes presenti anche sull'AMR21, mentre la pinna ha dimensioni ridotte. L'AMR22 inoltre monta i cerchi da 18 pollici previsti dal regolamento, dotati di copricerchi.
Dal Gran Premio di Spagna viene portato un nuovo pacchetto aerodinamico. La filosofia del doppio fondo viene abbandonata, adottando una filosofia più simile a quella già vista sull’AlphaTauri AT03 e, in particolare, sulla Red Bull RB18, con delle soluzioni che richiamano in maniera specifica quest’ultima. I radiatori vengono quindi riposizionati in maniera tradizionale inclinata, facendo così scomparire il canale del doppio fondo, ma formando una pancia di forma spiovente, con una zona dell’undercut molto pronunciata. Al disopra della pancia c’è una scanalatura che porta il flusso d’aria verso il fondo, molto simile alla soluzione presente sulla Red Bull RB18. Cambiano anche le branche di raffreddamento, diventate più piccole e simili a quelle della Red Bull, che partono dalla zona degli attacchi dell’halo e nella parte finale deviano verso l’alto. Viene portato anche un nuovo fondo, anch’esso simile a quello della Red Bull RB18. Vengono ridisegnate le prese d’aria laterali, non più quadrate ma di forma più allungata e vengono aggiunti due piccoli deflettori dietro di esse. Infine viene modificata la parte finale del confano motore insieme alla pinna, anche questi ultimi simili alla Red Bull RB18.
Dal Gran Premio d'Ungheria viene portata un'ala posteriore innovativa, che, anche se mantiene un'unica superficie continua, va a formare delle sorta di endplate ai lati, in modo da mantenere il più possibile l'alta pressione al di sopra dell'ala per generare carico verticale.

## Carriera agonistica

### Stagione
La line-up piloti è confermata per il secondo anno consecutivo della coppia formata da Lance Stroll e Sebastian Vettel. Il pilota tedesco, alla sua ultima stagione in Formula 1, viene sostituito per i primi due appuntamenti stagionali in Bahrein e Arabia Saudita da Nico Hülkenberg, a causa della positività al Covid-19. 
La vettura dimostra un andamento simile a quello della sua antenata, cogliendo quali migliori risultati 3 sesti posti (due con Vettel a Baku e Suzuka ed uno con Stroll a Singapore); la scuderia conferma il settimo posto nei costruttori come l'anno scorso ma con meno punti all'attivo (55 contro i 77 del 2021).

## Piloti
| Piloti ufficiali       | Piloti ufficiali | Piloti ufficiali |
| Nazione                | Nome             | Numero           |
| ---------------------- | ---------------- | ---------------- |
| Canada (bandiera)      | Lance Stroll     | 18               |
| Germania (bandiera)    | Nico Hülkenberg  | 27               |
| Germania (bandiera)    | Sebastian Vettel | 5                |
| Piloti di riserva      |                  |                  |
| Nazione                | Nome             | Numero           |
| Germania (bandiera)    | Nico Hülkenberg  | 27               |
| Regno Unito (bandiera) | Nick Yelloly     | Nick Yelloly     |
| Paesi Bassi (bandiera) | Nyck de Vries    | 34               |
| Brasile (bandiera)     | Felipe Drugovich | 34               |

## Risultati in Formula 1
| Anno | Team                | Motore   | Gomme | Piloti     |    |    |     |    |     |    |    |     |    |    |    |    |    |    |    |     |   |    |     |    |    |    | Punti | Pos. |
| ---- | ------------------- | -------- | ----- | ---------- | -- | -- | --- | -- | --- | -- | -- | --- | -- | -- | -- | -- | -- | -- | -- | --- | - | -- | --- | -- | -- | -- | ----- | ---- |
| 2022 | Aston Martin Aramco | Mercedes | P     | Stroll     | 12 | 13 | 12  | 10 | 10  | 15 | 14 | 16* | 10 | 11 | 13 | 10 | 11 | 11 | 10 | Rit | 6 | 12 | Rit | 15 | 10 | 8  | 55    | 7º   |
| 2022 | Aston Martin Aramco | Mercedes | P     | Vettel     |    |    | Rit | 8  | 17* | 11 | 10 | 6   | 12 | 9  | 17 | 11 | 10 | 8  | 14 | Rit | 8 | 6  | 8   | 14 | 11 | 10 | 55    | 7º   |
| 2022 | Aston Martin Aramco | Mercedes | P     | Hülkenberg | 17 | 12 |     |    |     |    |    |     |    |    |    |    |    |    |    |     |   |    |     |    |    |    | 55    | 7º   |

| Legenda | 1º posto     | 2º posto | 3º posto    | A punti         | Senza punti/Non class.  | Grassetto – Pole position Corsivo – Giro più veloce Apice – Risultato Sprint (A punti) |
| Legenda | Squalificato | Ritirato | Non partito | Non qualificato | Solo prove/Terzo pilota | Grassetto – Pole position Corsivo – Giro più veloce Apice – Risultato Sprint (A punti) |

* – Indica il pilota ritirato ma ugualmente classificato avendo coperto, come previsto dal regolamento, almeno il 90% della distanza di gara.